# Działania polskiego lotnictwa nad Słowacją (1939)
Działania polskiego lotnictwa nad Słowacją – epizod z działań polskiego lotnictwa wojskowego w czasie kampanii wrześniowej.
Po tym, jak Słowacja przyłączyła się do niemieckiej agresji na Polskę 1 września 1939 roku, a wojska słowackie oraz niemieckie stacjonujące na Słowacji wtargnęły na terytorium II Rzeczypospolitej od południa, polskie jednostki zwiadu powietrznego prowadziły do 8 września loty rozpoznawcze nad wschodnią Słowacją, w czasie których sporadycznie dokonywano ostrzału oddziałów niemieckich i słowackich. W ich trakcie utracono jeden polski samolot zestrzelony w okolicach Preszowa 6 września.

## Tło sytuacyjne

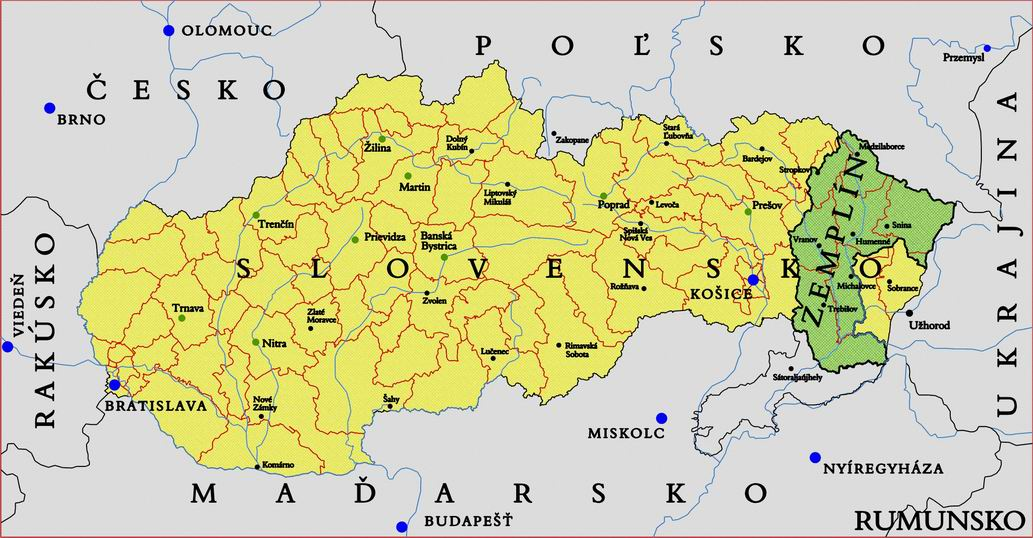
Mapa Słowacji z zaznaczonymi głównymi miastami wymienionymi w tekście (współczesne granice)

14 marca 1939 roku doszło do rozpadu drugiej Republiki Czecho-Słowackiej. Z inspiracji III Rzeszy Niemieckiej Słowacja ogłosiła niepodległość jako tzw. pierwsza Republika Słowacka. Czechy i Morawy zostały 15 marca zajęte przez Niemców, którzy następnego dnia utworzyli w Pradze Protektorat Czech i Moraw. Ruś Zakarpacka została natomiast anektowana przez Węgry. Powstałe za zgodą Adolfa Hitlera marionetkowe państwo słowackie pod przywództwem ks. Jozefa Tiso było całkowicie uzależnione od polityki III Rzeszy.
W dniach 19–23 marca 1939 roku została zawarta tzw. umowa o ochronie Państwa Słowackiego przez III Rzeszę Niemiecką. Na jej mocy zadecydowano 20-21 sierpnia o stacjonowaniu wojsk niemieckich na terytorium Słowacji oraz o aktywnym udziale jednostek słowackich w agresji na Polskę. Politycy słowaccy tłumaczyli swoje decyzję chęcią ochrony młodej, słowackiej niepodległości przed „agresywnym sąsiadem” oraz dążeniami do odzyskania terenów Spiszu i Orawy. Tereny te do roku 1918 były częścią Królestwa Węgier, a po zakończeniu I wojny światowej i po rozpadzie Austro-Węgier, w listopadzie 1918 roku zostały przyłączone do Polski. Po krótkim okresie okupacji czechosłowackiej, od września 1919 roku do 28 lipca 1920 roku znajdowały się w granicach obszaru plebiscytowego podlegającego władzy Międzysojuszniczej Komisji Rządzącej i Plebiscytowej, by ostatecznie decyzją Rady Ambasadorów z 28 lipca 1920 roku częściowo powrócić w granice państwa polskiego. Zdecydowaną większość obu terenów plebiscytowych Rada Ambasadorów przekazała Czechosłowacji, w tym nawet część obszarów dwu wsi przyznanych Polsce (Lipnicy Wielkiej i Jurgowa). W październiku 1938 roku dwie wsie z Orawy: Głodówka i Sucha Góra, które do 1924 roku należały do Polski, oraz ze Spisza obszar wsi Jaworzyna, zostały na mocy wymuszonego porozumienia zajęte przez Polskę przy okazji zajęcia Zaolzia.
1 września o godz. 5:00 rano licząca ok. 50 tys. żołnierzy słowacka Armia Polowa „Bernolak”, przyłączona do niemieckiej 14 Armii, zaatakowała Polskę w tym samym momencie, co oddziały niemieckie wkraczające z terytorium Słowacji. W słowackiej agresji na Polskę uczestniczyły również Slovenske Vzduśne Zbrane, czyli słowackie siły powietrzne, wyposażone w maszyny odziedziczone po przedwojennej armii czechosłowackiej, które naruszały polską przestrzeń powietrzną nawet na 60–90 km w głąb.
Przyległej części Polski broniła Armia „Karpaty” pod dowództwem gen. Kazimierza Fabrycego, której lotnictwem dowodził ppłk dypl. pilot Olgierd Tuskiewicz. Armia dysponowała dwiema własnymi eskadrami lotnictwa: 31 Eskadrą Rozpoznawczą z samolotami rozpoznawczo-bombowymi PZL.23B Karaś, stacjonującą na lotnisku polowym w Weryni, oraz 56 Eskadrą Obserwacyjną z samolotami towarzyszącymi Lublin R.XIIID, służącymi do bliskiego rozpoznania. Druga z wymienionych eskadr została przeniesiona na przełomie sierpnia i września z Lidy na lotnisko polowe w Mrowli pod Rzeszowem.

## Działania polskiego lotnictwa

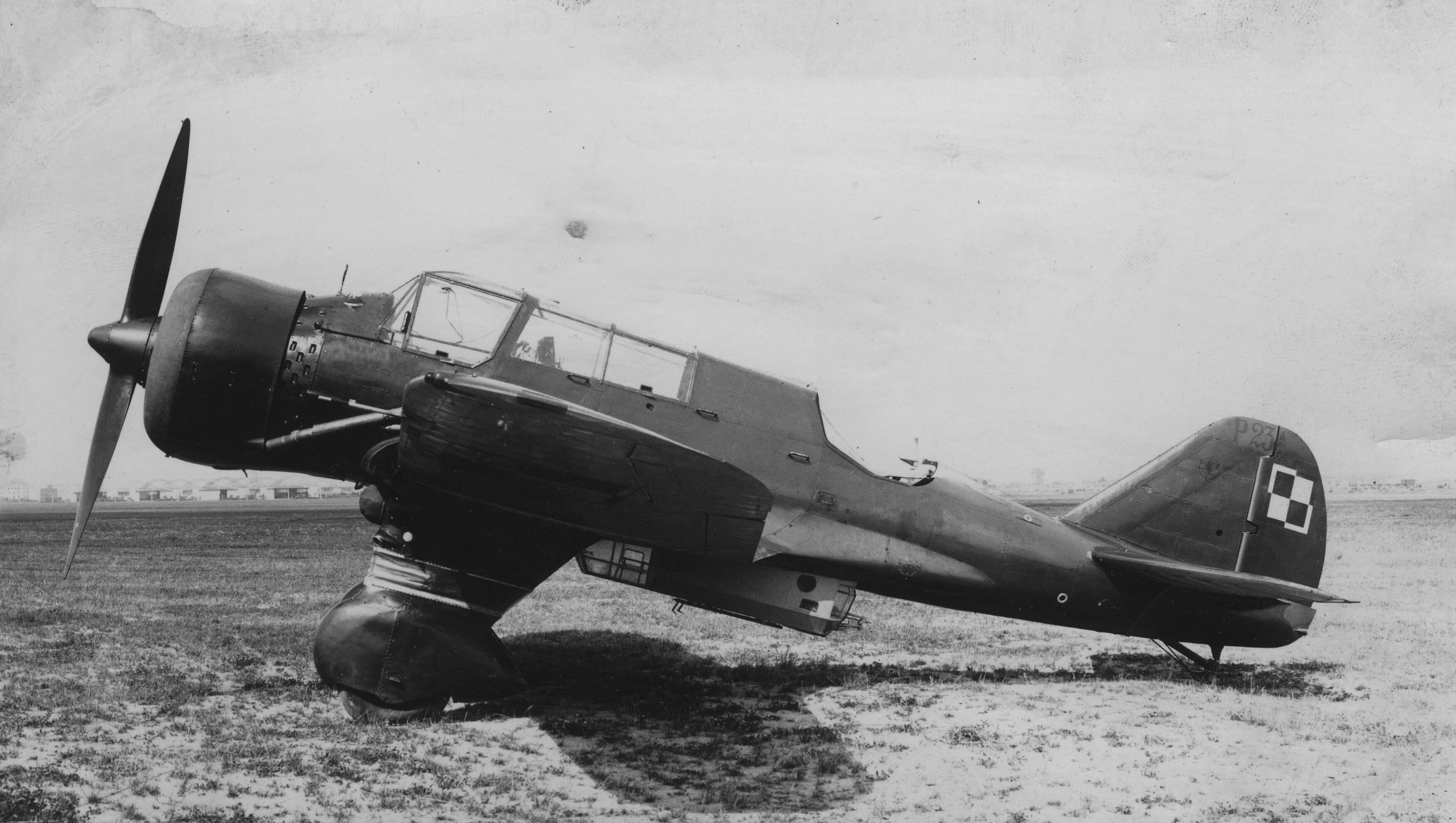
PZL.23 Karaś

Pierwszy lot polskich samolotów nad terytorium Słowacji miał miejsce już pierwszego dnia wojny. Dwie maszyny PZL.23 Karaś z 31 Eskadry Rozpoznawczej zostały wysłane około południa na rozpoznanie w rejon miasta Bardejów (Bardejov) oraz rejon Orlov – Stara Lubowla (Stará Ľubovňa). Pierwsza z nich, por. obs. Tadeusza Kołodziejskiego, pomimo ostrzału obrony przeciwlotniczej, przedostała się nad słowackie lotnisko wojskowe w Nowej Wsi Spiskiej (Spišská Nová Ves) wykorzystywane przez bombowce Luftwaffe i sfotografowała je. Pomimo poderwania w powietrze słowackich myśliwców, Karaś nie został przechwycony, a w drodze powrotnej znad Preszowa (Prešov), według relacji dowódcy załogi, zrzucił lekkie bomby 12,5 kg na niemiecką kolumnę wojska. Brak jest potwierdzenia tego w dokumentach, a inny z pilotów eskadry wspominał, że bombardowanie Słowacji było zabronione, ale meldunek słowacki potwierdzał zrzucenie bomb przez polski samolot 1 września w pobliżu Zdziaru, bez bliższych informacji. Druga załoga ppor. obs. Mariana Wójtowicza rozpoznała 40-kilometrową kolumnę pancerną przesuwającą się w kierunku Czorsztyna, prawdopodobnie z 4 Dywizji Lekkiej. Rozpoznano też puste lotnisko w Kieżmarku.
2 września 31 Eskadra kontynuowała loty rozpoznawcze trzema samolotami nad Słowacją, między innymi wykrywając samoloty niemieckie w Kieżmarku i Nowej Wsi Spiskiej. Meldunek słowacki z tego dnia mówił o ostrzelaniu i ranieniu przez samolot 9 żołnierzy 3 Dywizji Piechoty „Ražus” w rejonie Jaworzyny (na terenie zajętym przed wojną przez Polskę). 2 września wieczorem dowódca lotnictwa Armii „Karpaty” proponował zbombardować lotniska wykorzystywane przez Niemców na Słowacji, lecz naczelne dowództwo nie wyraziło na to zgody, motywując to brakiem stanu wojny między Polską a Słowacją. Tego dnia też rejon przygraniczny rozpoznawał po raz pierwszy samolot Lublin R.XIIID z 56 Eskadry Obserwacyjnej.
W godzinach porannych 3 września działania nad Słowacją prowadziły samoloty Lublin 56 Eskadry Obserwacyjnej. W trakcie tych lotów, poza wykonywaniem zadań rozpoznawczych, doszło również do ataku na przemieszczające się w stronę granicy oddziały niemieckie i słowackie. Według relacji kpr. pil. Szymona Kity, doleciał on aż do Preszowa, gdzie z niskiej wysokości obserwowali intensywny ruch pojazdów mechanicznych, a następnie poleciał wzdłuż drogi do Bardejowa, na której obserwator, ppor. Kazimierz Kucza, ostrzelał z karabinu maszynowego samochód z niemiecką załogą, który wpadł do rowu. Bliżej granicy załoga zaatakowała jeszcze ogniem km-u kolumnę artylerii, wywołując znaczny popłoch, zaskoczony przeciwnik nie odpowiedział na ostrzał. Meldunki słowackie wskazują na inną trasę lotu wzdłuż doliny Laborca, lecz potwierdzają ostrzelanie i trafienie słowackiego samochodu ciężarowego o 11:20 obok wsi Habura (bez rannych), następnie ostrzelanie oddziału Straży Finansowej i kolumny artylerii we wsi Volica o 11:45 (jeden ranny).
4 września ponownie miał miejsce lot przynajmniej jednego Karasia 31 Eskadry nad Słowacją. Z rozkazu dla lotnictwa słowackiego wydanego tego dnia wynika, że polskie samoloty wykonywały pojedyncze loty aż na kierunku Trenczyn – Wiedeń, zapuszczając się pod granicę wchodzącej w skład Rzeszy Austrii. Brak jest jednak potwierdzenia takiego lotu w zachowanych dokumentach, aczkolwiek był on możliwy biorąc pod uwagę zasięg Karasia. Lublin R.XIIID z 56 Eskadry zaś sfotografował koszary w Humenném, mimo ostrzału przeciwlotniczego. Jeden lub dwa samoloty polskie tego dnia latały nad Preszowem.

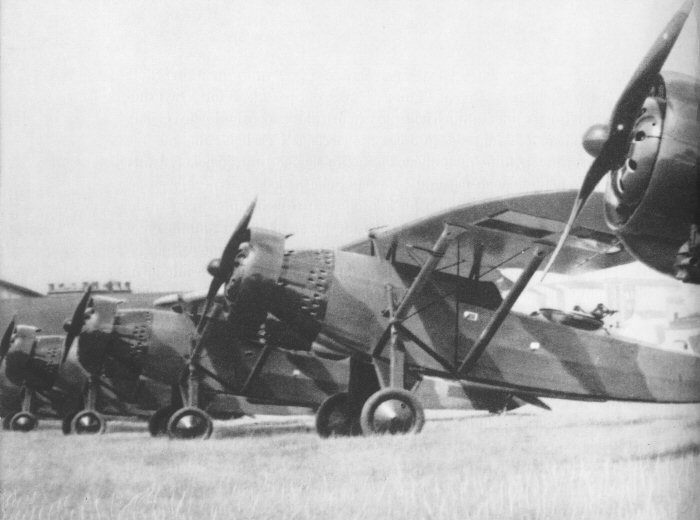
Samoloty Lublin R.XIIID

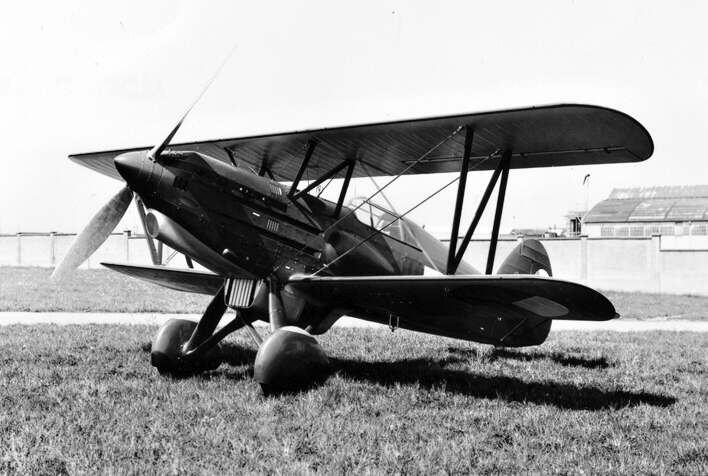
Czechosłowacka Avia B-534

31 Eskadra Rozpoznawcza latała nad Słowacją do 4 września. Później jej zadania przejęła 56 Eskadra Obserwacyjna, wyposażona w wolniejsze maszyny Lublin R.XIIID. Pomimo gorszego wyposażenia, eskadra w czasie swoich działań rozpoznawczych zapuszczała się aż pod granicę słowacko-węgierską. Warto zaznaczyć, że przez godło eskadry z białym krzyżem, jej samoloty często w słowackich meldunkach były opisywane jako noszące znaki niemieckie (hakenkreuzy).
5 września 56 Eskadra Obserwacyjna wykonała kilka lotów nad Słowację, w tym za Preszów, mimo intensywnego ostrzału z ziemi (ppor. obs. Mieczysław Marcola). W tym dniu w Preszowie około 10:30 polski samolot ostrzelał oddział słowackiej kawalerii, przy czym rany odniósł jeden żołnierz i kilku cywilów. Również po południu kpt. obs. Eugeniusz Arciuszkiewicz rozpoznał i ostrzelał sztab niemieckiej 1 Dywizji Górskiej w Domu Zdrojowym w Bardejowie-Zdroju. Przypadki te skłoniły dowództwo słowackie do większego zabezpieczenia własnej przestrzeni powietrznej przez klucze myśliwców.
6 września również samoloty 56 Eskadry Obserwacyjnej wykonały kilka lotów nad Słowację, połączonych z nieskutecznym ostrzeliwaniem z km-ów. Strona słowacka zanotowała zwiększoną działalność lotnictwa polskiego w dolinie Ondawy. Tego dnia rano słowackie lotnictwo urządziło jednak zasadzkę myśliwską, przebazowując o świcie klucz trzech myśliwców Avia B-534 z bazy Spišská Nová Ves na lotnisko polowe w miejscowości Ňaršany (obecnie Ražňany). Startując o 7:15, przechwyciły one samolot Lublin R.XIIID z 56 Eskadry Obserwacyjnej z załogą w składzie kpr. pil. Marian Piasecki i por. obs. Edward Porada wykonujący lot zwiadowczy nad Preszowem. Prowadzący klucz sierż. František Hanovec, wraz z bocznymi plut. Martinem Žiaranem i plut. Viliamem Jaloviarem, zapalił polski samolot, próbując go najpierw zmusić do lądowania. Por. Porada zginął w wyniku nieudanego skoku ze spadochronem, a kpr. Piasecki w kabinie samolotu. Lublin spadł w okolicach miejscowości Ostrovany, na północny zachód od Preszowa. Pogrzeb polskiej załogi, z wojskową asystą, odbył się następnego dnia w Preszowie. Było to pierwsze zestrzelenie uzyskane przez lotnictwo słowackie w czasie II wojny światowej, a zarazem pierwsze w historii starcie powietrzne pomiędzy polską i słowacką maszyną. Trzej piloci słowaccy zostali odznaczeni za to Krzyżami za Bohaterstwo II (dowódca) i III stopnia, a sierż. Hanovec także niemieckim Krzyżem Żelaznym II klasy. Trzy dni później, 9 września 1939 roku Viliam Jaloviar zginął w wypadku myśliwca Avia B-534.
Pomimo utraty samolotu, 56 Eskadra Obserwacyjna kontynuowała mniej intensywne loty nad Słowacją 7 września – przynajmniej jeden samolot por. obs. E. Arciuszkiewicza wysłany został nad Bardejów. Ze słowackiego meldunku wynika, że po godz. 14 polski samolot został przepędzony przez myśliwce znad Kieżmarku – przy czym polskie źródła nie wspominają o starciu z myśliwcami (z którymi powolne samoloty Lublin miały niewielkie szanse). Jeszcze 8 września w kronice słowackiej 3 Dywizji Piechoty zapisano, że „aktywność lotnictwa nieprzyjacielskiego nie ustaje” i odnotowano „samoloty” nad Medzilaborcami. Po tym dniu brak już danych o dalszych lotach bojowych polskiego lotnictwa nad Słowacją. Wskutek postępów ofensywy niemiecko-słowackiej w południowej Polsce owocne wykorzystanie gromadzonych przez lotników informacji nie było możliwe, a już wcześniej por. Stanisław Orda z 56 Eskadry pisał, że efekty rozpoznania nie są wykorzystywane.
Pod koniec kampanii, 26 września 1939 roku sierż. Viliam Grúň raportował zestrzelenie koło Preszowa polskiego samolotu szkolnego RWD-8 ewakuującego się na Węgry, aczkolwiek brak jest informacji o tym w polskich źródłach.
Los załogi Lublina pozostawał nieznany aż do 2000 roku; wiadomo było jedynie tyle, że kpr. pil. Marian Piasecki i por. obs. Edward Porada nie wrócili z akcji 6 września 1939 roku. Dopiero we wrześniu 2000 roku udało się odnaleźć ich grób na cmentarzu w Preszowie. Przyjmuje się, że są to jedyni żołnierze Wojska Polskiego polegli w czasie II wojny światowej pochowani na Słowacji.